# Schildralle

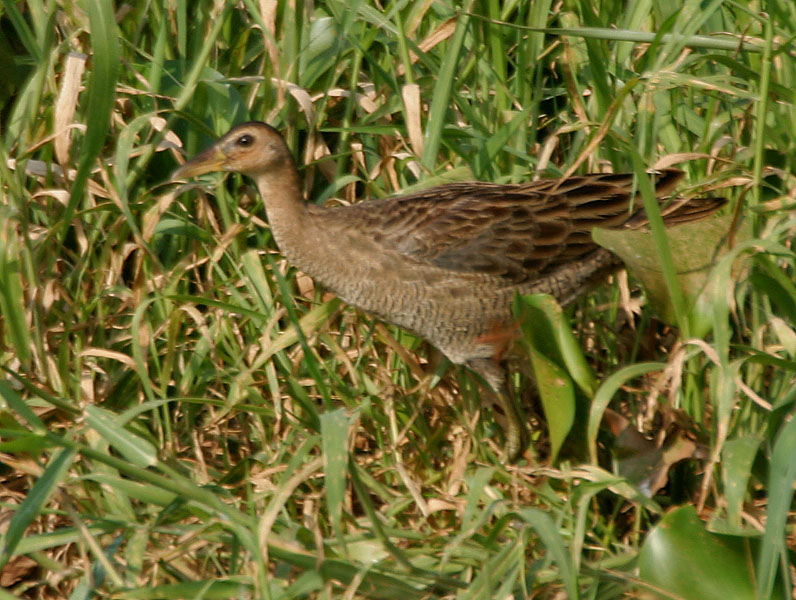
Weibchen im ersten Schlichtkleid

Die Schildralle oder Wasserhahn (Gallicrex cinerea) ist eine relativ große Vogelart aus der Familie der Rallen. Ihre Verbreitung erstreckt sich vom Indischen Subkontinent ostwärts über Mittel- und Ostchina bis in den Süden von Russisch Fernost sowie südwärts bis auf die Malaiische Halbinsel und umfasst zudem Sumatra und die Philippinen. Sie ist ein Strichvogel oder Kurzstreckenzieher, der in Sümpfen, Reisfeldern oder Ufervegetation brütet und sich vorwiegend von Pflanzensamen, gelegentlich aber auch von Tieren ernährt. Die Art fällt zur Brutzeit durch ihre lautstarken Rufe auf und zählt daher zu den bei der lokalen Bevölkerung meist gut bekannten Vogelarten. Die Männchen führen eine Arenabalz aus und liefern sich teils heftige Kämpfe. Die Schildralle ist nicht bedroht und wird von der IUCN daher in der Gefährdungskategorie „least concern“ geführt.
Die Schildralle ist die einzige Art der Gattung Gallicrex, die sich von den meisten Rallen durch den ausgeprägten Sexualdimorphismus abhebt und osteologisch zwischen den Teichrallen (Gallinula) und den Kielrallen (Amaurornis) vermittelt.

## Beschreibung
Die Schildralle steht in der Größe etwa zwischen Teichhuhn und Purpurhuhn. Männchen erreichen 41–43 cm, Weibchen 31–36 cm Körperlänge. Die Flügellänge liegt beim Männchen zwischen 175 und 224 mm, beim Weibchen zwischen 163 und 192 mm. Der kegelförmige Schnabel ist kräftig mit hoher Basis und einem länglichen, beim Männchen im Prachtkleid den Kopf überragenden Stirnschild. Der Schnabel inklusive Stirnschild misst beim Männchen 41–65 mm, beim Weibchen zwischen 32 und 43 mm. Die Art erinnert an Vertreter der Gattung Gallinula, ist aber langhalsig und schlank mit verhältnismäßig langen Beinen und Zehen. Sie weist einen für Rallen ungewöhnlich ausgeprägten Sexualdimorphismus in Größe und Gefiederfärbung auf. Unterarten werden nicht beschrieben.
Beim Männchen im Prachtkleid ist ein hornförmiger Stirnschild ausgeprägt, der den Kopf schräg nach hinten überragt. Er ist wie die Oberschnabelbasis und zwei seitliche Flecken an der Unterschnabelbasis lebhaft rot. Die rote Färbung läuft in das Gelb des übrigen Schnabels aus und wird dort zur Spitze hin blasser. Die Iris ist hellrot bis rotbraun. Kopf und Hals sind grauschwarz bis schwarz. Die übrige Oberseite einschließlich Schultergefieder, Schirmfedern und der meisten Oberflügeldecken ist schwarz, grauschwarz oder sehr dunkel schwarzbraun. Die einzelnen Federn sind aschgrau bis ockerfarben hell gesäumt, was der Oberseite ein schuppiges Aussehen verleiht. Die Ausprägung ist sehr variabel, jedoch zeigen die meisten Vögel eine Zweiteilung in graue Säume auf Rücken und Kleinen Armdecken sowie eher bräunlichen bis ockerfarbenen Säumen vom unteren Rücken bis zu den Oberschwanzdecken. Die Unterseite ist schieferschwarz und wirkt aufgrund der feinen grauen Spitzensäume gebändert. Die Bänderung verblasst durch Abnutzung des Gefieders und ist nur an den Flanken gröber und dauerhaft. Der Unterbauch ist weißlich, die Unterschwanzdecken sind auf beigem Grund fein schwarz quergestreift. Die Schwingen und die Steuerfedern sind überwiegend schwarzbraun mit teils helleren Säumen. Die Randdecken und die Außenfahnen der äußersten Handschwinge und der äußersten Feder des Daumenfittichs sind weiß und bilden einen weißen Flügelvorderrand. Die schwarzen Unterflügeldecken sind durch weißliche Säume gebändert. Beine und Füße sind mattrot bis lebhaft rot.
Beim Weibchen ist der Stirnschild klein und dreieckig und wie der Schnabel gelblich gefärbt. Die Iris ist gelb bis gelbbraun. Scheitel und Nackenmitte sind dunkelbraun bis schwarzbraun. Sie bilden eine diffuse Kappe, die sich von den matt ockerbeigen Kopf- und Halsseiten absetzt. Der Überaugenstreif ist meist etwas heller, die Partie unter dem Auge bis auf die Ohrdecken dunkler. Die Oberseite ist dunkelbraun bis schwarzbraun mit schwarzen Federschäften und einer manchmal aschgrauen Tönung. Die einzelnen Federn sind beige bis ockerfarben gesäumt, wodurch die Oberseite geschuppt wirkt. Auf dem unteren Rücken und den Oberschwanzdecken sind die Säume schmaler. Die Oberflügeldecken sind im Grundton oft etwas heller oder teilweise grauer. Die Unterseite ist überwiegend beige bis ockerbraun oder auch dunkler, oft diffus weißfleckig und zu Kinn und Kehle hin weiß aufgehellt. Die Brustseiten sind bräunlicher, die Flanken graubraun und die Bauchmitte weißlich. Auf diesem Grund findet sich eine feine, unregelmäßige dunkelbraune Querbänderung, die sich manchmal auf den vorderen Hals und die Halsseiten erstreckt. Die Unterschwanzdecken sind beige bis gelblich braun mit feiner dunkler Bänderung. Die Schwingen sind dunkelbraun mit aschgrauem Außensaum, die Schirmfedern beige bis ocker gesäumt und auf den Innenfahnen heller gefleckt. Wie beim Männchen ist der vordere Flügelrand weiß. Die Unterflügel sind graubraun mit hellen Spitzensäumen. Die Steuerfedern sind dunkelbraun mit hellbraunen Säumen. Die Beine und Füße sind matt grünlich braun gefärbt.
Adulte Vögel im Schlichtkleid ähneln dem Weibchen im Brutkleid. Beim Männchen ist der Stirnschild stark reduziert, beim Weibchen oft kaum vorhanden. Vögel im ersten Schlichtkleid ähneln ebenfalls dem Weibchen, wirken aber oft insgesamt mehr beige bis gelbbraun.

## Mauser
Über die Mauser dieser Art ist wenig bekannt. Vermutlich werden die Schwingen alle gleichzeitig abgeworfen. Bei einem Vogel in Shandong wurde im November eine stark fortgeschrittene Mauser des Körpergefieders festgestellt, während die Schwingen noch vollständig waren.

## Verhalten
Die Schildralle ist dämmerungsaktiv und lebt meist sehr versteckt. Er lässt sich zeitweise aber gut beobachten, wenn er zur Dämmerung, bei starker Bewölkung oder schlechtem Wetter die Deckung zur Nahrungssuche verlässt. Die Tiere schreiten meist langsam mit weit ausgreifenden Schritten und unter regelmäßigem Wippen des kurzen Schwanzes. Bei Erregung wird der Kopf hoch aufgereckt und aufgeregt mit dem Schwanz geschlagen. Meist rennt der Vogel kurz darauf zurück in die schützende Vegetation, von der er sich selten weit entfernt. Im Flug wirkt die Art oft unbeholfen mit schnellen Flügelschlägen und herabhängenden Beinen, jedoch fliegen die Tiere auch kraftvoll und zügig über längere Strecken. Schildrallen können gut schwimmen und überqueren bisweilen auch größere Wasserflächen, wobei sie entenartig auf dem Wasser aufliegen.

## Stimme
Die Schildralle fällt zur Brutzeit durch seine lautstarken, rhythmischen Rufreihen auf, die meist morgens und abends, manchmal die Nacht hindurch und bisweilen auch am Tage zu vernehmen sind. Sie bestehen aus drei verschiedenen Elementen, die in Reihen mit kurzen Unterbrechungen vorgetragen werden. Zunächst äußert das Männchen mit aufgerecktem Kopf ein 10–12maliges kok-kok-kok…, dann senkt es den Kopf und bringt ein ebenfalls 10–12maliges, tief metallisches utumb-utumb-utumb… sowie zum Abschluss in aufrechter Haltung eine 5–6maliges klak-klak-klak…. Danach folgt eine Pause oder sofort anschließend eine weitere Rufreihe. Meist erstreckt sich die Rufaktivität über eine halbe bis volle Stunde. Außerhalb der Brutzeit ist die Art sehr schweigsam.

## Verbreitung
Die Brutverbreitung der Schildralle reicht über weite Teile der Orientalis und ragt von Süden ein Stück in die Ostpaläarktis hinein. Die westlichsten Vorkommen befinden sich in Pakistan in Sindh und im Nordosten Punjabs. Von dort reicht das Areal südlich des Himalayas südostwärts über Indien (außer westliches Rajasthan), große Teile Nepals, Bangladesch, Myanmar, Thailand, Laos, Vietnam und Kambodscha bis in den Norden Malaysias. Es umfasst zudem Sri Lanka, die Malediven, Andamanen und Nikobaren, Sumatra und die Philippinen. Östlich des Himalaya verläuft die Nordgrenze des Areals in einem Bogen durch die chinesischen Provinzen Sichuan, Shaanxi, Shanxi, Hebei und umfasst im Nordosten, neben einem kleinen Teil der Inneren Mongolei, Liaoning, Jilin, den Süden Heilongjiangs, die Koreanische Halbinsel und den Süden der Region Primorje. Außerdem kommt die Schildralle auf Hainan, Taiwan, Jejudo und den Ryūkyū-Inseln vor.

## Wanderungen
Während die Schildralle in der Südwesthälfte seines Verbreitungsgebiets Stand- oder Strichvogel ist, ziehen die Vögel im nordöstlichen Teil südwärts. Wo genau die Grenze zwischen ziehenden und im Brutgebiet verbleibenden Populationen verläuft, ist unklar. Die Überwinterungsgebiete reichen südwärts über die Großen Sundainseln bis zu den westlicheren der Kleinen Sundainseln. Seltener überwintert die Art auch in Japan einschließlich der südlich gelegenen Pazifikinseln.
In Nordpakistan treffen die Vögel ab Mitte Mai in den Brutgebieten ein, haben bis Anfang Juli die Brutgebiete komplett besetzt und ziehen nach der Brutzeit südostwärts ab. Der Wegzug ist im September abgeschlossen. In Nepal wird die Art zwischen Juni und September festgestellt. In Indien und im Süden Pakistans ist die Schildralle ein Standvogel, der in wasserreichen Gegenden sein Brutrevier nicht verlässt, teilweise aber auch während des Monsuns weit umherstreift. In Nordchina und Korea wandern die meisten Vögel im Winter nach Süden ab, es scheint jedoch auch einige Hinweise auf Überwinterungen zu geben. In Korea ist die Art zwischen April und November anzutreffen. In Myanmar gibt es nur einzelne Winternachweise und auch im nördlichen Thailand ist sie Zugvogel, im südlichen Teil des Landes ist sie jedoch Standvogel. Südlich des Verbreitungsgebiets kann es zu Übersommerungen kommen.

## Lebensraum
Die Schildralle besiedelt Sümpfe mit Röhricht- oder Hochgrasbeständen, Überschwemmungsflächen, Reisfelder, bewässerte Zuckerrohrplantagen oder die bewachsenen Ufersäume von Kanälen, Flüssen, Gräben, Teichen oder Seen. Manchmal findet er sich auch in Brackwassersümpfen. In Vietnam nimmt die Art auch kleine, isolierte Teiche mit Ufervegetation im Buschland an und lokal ist sie auch an recht trockenen Orten zu finden. In Indien werden die Brutplätze in Reisfeldern bereits besetzt, wenn die Reispflanzen noch sehr niedrig sind und kaum Deckung bieten; in Pakistan besetzt die Art zunächst Habitate mit hochgewachsener Ufervegetation, bevor sie später zum Brüten in Reisfelder und überschwemmtes Grünland umzieht. Sie ist meist im Tiefland anzutreffen, wird aber auf dem Zug in Höhen bis zu 1230 m festgestellt.

## Ernährung
Die Schildralle ernährt sich überwiegend von Pflanzensamen und jungen Trieben, gelegentlich aber auch von Würmern, kleinen Weichtieren wie beispielsweise Wasserschnecken, Krustentieren, wasserlebenden Insekten und deren Larven, kleinen Heuschrecken und Kaulquappen. In Gefangenschaft wurden auch kleine Fische als Nahrung angenommen. Bei einem 1966 auf Schumschu erlegten Vogel bestand der Mageninhalt aus Seggensamen. Es wurde beobachtet, dass die Vögel mit einer schnellen, knabbernden Bewegung des Schnabels die Samen vollständig von den Ähren absstreifen.

## Fortpflanzung
Die Schildralle ist vermutlich monogam. Es finden bis zu zwei Jahresbruten statt. Beginn und Dauer der Brutzeit variieren ja nach geografischen Lage. In Indien und Pakistan brütet die Art während der Monsunmonate von Juli bis September, auf Sri Lanka wurden sowohl im Januar und Februar als auch im Mai und möglicherweise von Juli bis August brütende Vögel festgestellt. Im übrigen Verbreitungsgebiet beginnt die Brutzeit meist zwischen Mai und Juli. Auf den Philippinen fanden zudem Bruten im September statt. Auf den Ryūkyū-Inseln brütet die Schildralle im August und auf Sumatra wurden im Dezember Gelege gefunden.
Zu Beginn der Brutzeit gründen die Männchen ein Revier und verhalten sich gegenüber benachbarten Rivalen sehr kampflustig. So kommt es häufig zu erbitterten Auseinandersetzungen, bei denen die Vögel in die Höhe springen, sich mit den Krallen angreifen und versuchen, den Gegner im Genick zu packen und niederzudrücken. Jedoch sind ernsthafte Verletzungen selten, meist kommen die Tiere mit Kratzern und dem Verlust von Nackenfedern davon. Auf der Insel Bolschoi Pelis im Rimski-Korsakow-Archipel wurde beobachtet, dass ein Hahn eine kleine Arena errichtete, indem er in einem größeren Umkreis die Vegetation niedertrampelte.
Das Nest wird im Röhricht, in der Ufervegetation oder zwischen Reispflanzen errichtet. Es handelt sich um einen relativ großen, kugeligen oder napfförmigen, unordentlich wirkenden Bau aus Seggen, Binsen, Reisblättern oder Grashalmen. Er steht niedrig über dem bis zu etwa einem Meter tiefen Wasser zwischen den Halmen oder auf einem Bulten. Zunächst wird am Neststandort die Vegetation heruntergedrückt, bis sie eine Plattform bildet. Diese wird dann mit Halmen und Blättern aufgefüllt. Darüber wird die Vegetation bisweilen dachartig herabgebogen, um das Nest zu verbergen. Eine kleine Rampe aus umgebogenen Halmen kann zum Nest heraufführen. Die Maße einen Nestes auf Bolschoi Pelis waren 26 cm Durchmesser und 18 cm Höhe, bzw. 32 cm mit Dach. Die Mulde hatte einen Durchmesser von 19 cm und war 12 cm tief.
Das Gelege besteht meist aus 3–6, seltener bis zu 10 länglich ovalen und glänzenden Eiern, die auf weißlichem, beigem, gelblichgrünem oder hell ziegelrotem Grund gefleckt oder bekleckst sind. Die rotbraunen Flecken sind relativ dicht und langgezogen und konzentrieren sich oft am stumpfen Ende. Die Eimaße betragen etwa 42 × 31 mm, das Gewicht etwa 22,5 g. Das Gelege wird zwischen 24 und 25 Tage lang vom Weibchen bebrütet, bevor die Jungen relativ gleichzeitig schlüpfen.

## Bestand
Obwohl der Weltbestand der Schildralle vermutlich insgesamt abgenommen hat, ist die Art nicht bedroht und wird von der IUCN in der Kategorie “least concern” geführt. Bestandsschätzungen liegen nur aus wenigen Ländern vor. In Pakistan ist die Schildralle ein eher seltener Vermehrungsgast, tritt aber im südlichen Sindh durch den vermehrten Reisanbau inzwischen sehr regelmäßig auf. In Nepal kommt er vereinzelt während des Monsuns als Brutvogel vor, könnte aber häufiger sein als angenommen. In Sri Lanka wird er als mittlerweile selten beschrieben, ist jedoch in Thailand häufig und relativ häufig im mittleren und östlichen China. Dort schätzt man den Brutbestand, ebenso wie in Korea, auf zwischen 100 und 10.000 Brutpaare und in Taiwan auf unter 100 000 Brutpaare. Im äußersten Osten Russlands ist die Art nur sehr selten, auf Sumatra scheint sie nur unregelmäßig zu brüten.

## Nutzung
Aufgrund der Aggressivität der Männchen zur Brutzeit wurden in Bangladesh früher Kämpfe mit Schildrallen abgehalten. Die Tiere waren teils sehr begehrt und teuer. Die Eier wurden aus dem Nest in freier Natur entnommen, in eine Kokosnusshälfte gesteckt und vor den Bauch gebunden. Auf diese Art ließen sie sich innerhalb von 24 Tagen ausbrüten.